# Браунворт
Браунво́рт (англ. Brownworth) — озеро с талой водой непосредственно к западу от Нижнего ледника Райт в восточной части долины Райт, Земля Виктории, Антарктида. Озеро было нанесено на карту Геологической службой США (USGS) на основе съёмок и аэрофотоснимков, полученных в 1956—1960 годах. Из озера вытекает река Оникс.

## Название

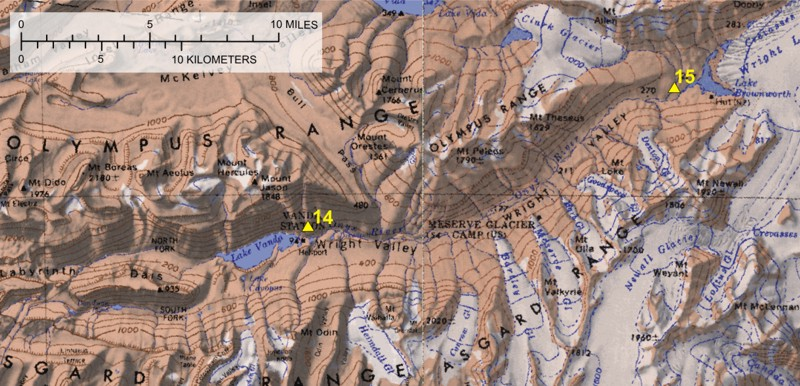
Карта долины Райт с рекой Оникс и озёрами: Ванда и Браунворт (справа от жёлтого числа '15')

Озеро было названо Консультативным комитетом по антарктическим названиям в честь Фредерика С. Браунворта-младшего (англ. Frederick S. Brownworth Jr.), инженера-топографа Геологической службы США, несколько сезонов проработавшего в Антарктиде. В 1970—1971 годах он руководил аэрофотосъёмкой сухих долин Земли Виктории, в том числе и этого озера.